# Le Courrier cauchois
Le Courrier Cauchois est un journal hebdomadaire régional de la presse écrite française, vendu en Seine-Maritime, fondé, en 1948, par André Bettencourt.
Il est édité par l'entreprise « Société cauchoise de presse et de publicité ». Le tirage hebdomadaire annoncé de 40 000 exemplaires le place comme le deuxième hebdomadaire régional français après La Manche libre.
En décembre 2017, il est racheté par La Manche Libre, dirigée par Benoit et Noëlle Leclerc-de Sonis.
C'est le deuxième plus important hebdomadaire régional français sur deux cent soixante-trois titres.